# Jörg Dießner
Jörg Dießner (* 25. Februar 1977 in Meißen) ist ein deutscher Ruderer. 

## Karriere
Sein Vater, Walter Dießner, war u. a. 1980 Olympiasieger im Vierer mit Steuermann und 1976 olympischer Silbermedaillengewinner, ebenfalls im Vierer mit Steuermann. Dießner erlernte beim Meißner Ruderclub „Neptun“ das Rudern. 1995 wurde er Junioren-Weltmeister im Zweier mit Steuermann und ein Jahr später holte er beim Nations Cup die Bronzemedaille im Vierer mit Steuermann.
1997 fuhr er beim Ruder-Weltcup in München mit einer U23-Auswahl im Achter auf den dritten Rang, das Boot qualifizierte sich für den Nations Cup und gewann souverän den U23-Weltmeistertitel im Achter. 1998 qualifizierte er sich gemeinsam mit seinem Klubkameraden vom Dresdner RC, Enrico Schnabel, für den Deutschland-Achter und gewann bei der Heimweltmeisterschaft in Köln knapp hinter den USA die Silbermedaille. 1999 verpasste Dießner die abermalige Qualifikation für den Deutschland-Achter. Er startete mit Enrico Schnabel und Steuermann Felix Erdmann im Zweier mit Steuermann auf der Weltmeisterschaft im kanadischen St. Catharines. In dem Rennen gewann das Trio hinter den USA die Silbermedaille.
2000 konnte Jörg Dießner sich als einer von 14 Riemen-Ruderern für die Olympischen Spiele in Sydney qualifizieren (2 im Zweier, 4 im Vierer, 2 Ersatz, sowie ein Leichtgewichts-Vierer und zwei Ersatzleute), um dort im Vierer ohne Steuermann den 11. Platz zu erreichen. 2001 ruderte Dießner wieder im Deutschland-Achter und gewann bei den Weltmeisterschaften in Luzern die Bronzemedaille. Im Jahr darauf wurde er mit dem Deutschland-Achter Vizeweltmeister bei den Titelkämpfen in Sevilla. 2003 belegte Dießner mit dem deutschen Achter nur den 6. Platz im WM-Finale, was aber die Olympiaqualifikation des Achters sicherte. Bei den Olympischen Spielen in Athen kam der Deutschland-Achter mit Jörg Dießner auf den vierten Rang.
2005 qualifizierte er sich für den Vierer ohne Steuermann und belegte auf der Weltmeisterschaft in Gifu (Japan) den 12. Platz. 2006 schaffte Dießner wieder den Sprung in den Deutschland-Achter und nach dem Weltcupsieg auf dem Luzerner Rotsee, gewann die Crew, erstmals seit 11 Jahren, wieder den WM-Titel. Ein Jahr später belegte Dießner mit dem Achter bei der Heim-WM in München den 2. Platz. Nach schwachen Vorleistungen im Zweier und schlechten Weltcup-Ergebnissen des Achters vor den Olympischen Spielen in Peking verlor Dießner seinen Platz im Achter, da der Deutsche Ruderverband kurz vor den Olympischen Spielen eine komplett neue Mannschaft formierte. Daraufhin beendete er seine internationale Ruderkarriere.
2011 fuhr Jörg Dießner im Achter des Dresdner Ruder-Club 1902 in der Ruder-Bundesliga.

## Internationale Erfolge
- 1995: 1. Platz im Zweier mit Steuermann (Junioren-Weltmeisterschaften)
- 1996: 2. Platz im Vierer mit Steuermann (Nations Cup)
- 1997: 1. Platz im Achter (Nations Cup)
- 1998: 2. Platz im Achter (Weltmeisterschaft)
- 1999: 2. Platz im Zweier mit Steuermann (Weltmeisterschaft)
- 2000: 11. Platz im Vierer ohne Steuermann (Olympische Sommerspiele)
- 2001: 3. Platz im Achter (Weltmeisterschaft)
- 2002: 2. Platz im Achter (Weltmeisterschaft)
- 2003: 6. Platz im Achter (Weltmeisterschaft)
- 2004: 4. Platz im Achter (Olympische Spiele)
- 2005: 12. Platz im Vierer ohne Steuermann (Weltmeisterschaft)
- 2006: 1. Platz im Achter (Weltmeisterschaft)
- 2007: 2. Platz im Achter (Weltmeisterschaft)